# Alain Girard
Pour les articles homonymes, voir Girard.
Alain Girard est un sociologue et démographe français né le 13 mars 1914 et mort le 11 janvier 1996.
Il est notamment connu pour ses travaux sur le choix du conjoint et sur les inégalités scolaires.

## Biographie
En 1946, Alain Girard est recruté par Alfred Sauvy à l'Institut national d'études démographiques où il passe l'essentiel de sa carrière comme adjoint de Jean Stoetzel et comme responsable de la section de psycho-sociologie.
En 1964, il est nommé professeur à la Sorbonne à la chaire de démographie.

## Publications
- Français et émigrés, Paris, 1953
- Développement économique et mobilité des travailleurs. Paris, 1956
- « Les tendances démographiques en France et les attitudes de la population », Population, Paris, 1960
- La Réussite sociale en France, Paris, 1961
- La Stratification sociale et la démocratisation de l'Enseignement, Paris, 1963
- Le Journal intime, Paris, 1963
- « Les diverses classes sociales devant l'Enseignement : mise au point générale des résultats », Population, Paris, 1965
- Le Choix du conjoint, Paris, 1964
  - Le Choix du conjoint. Une enquête psycho-sociologique en France, Armand Colin, coll. « Bibliothèque des classiques », 2012, 327 p., Présentation Wilfried Rault et Arnaud Régnier-Loilir,  (ISBN 978-2-200-27832-8).
- Alain Girard, Les Immigrés du Maghreb : études sur l'adaptation en milieu urbain, INED, 1977 (présentation en ligne)
- L'Homme et le nombre des hommes. Essai sur les conséquences de la révolution démographique, Paris, 1984